# Tom Rudkin
Tom Rudkin ist einer der Entwickler von PowerPoint.

## Leben
Rudkin studierte Mathematik and University of Kansas (Abschluss 1973: BA) und Informatik an der University of Wisconsin (Abschluss 1976: MSc). Beruflich hat als Softwareentwickler und Manager bei Intel, Bell Northern Research, VisiCorp, Control Data, Forethought und Microsoft gearbeitet.
Rudkin lebt seit 1976 lebt mit seiner Frau Jann in der San Francisco Bay Area.
Im Jahr 2008 wurde Rudkin mit dem Distinguished Alumni Award des College of Liberal Arts and Sciences der University of Kansas geehrt.
Im Ruhestand engagiert sich Rudkin ehrenamtlich bei der American Youth Soccer Organization als Fußballschiedsrichter und an der Ausbildung von Schiedsrichtern.

## Werk
Rudkins bleibender Beitrag ist die Entwicklung von PowerPoint, zusammen mit Robert Gaskins und Dennis Austin. Die Software wurde zunächst von 1984 bis 1987 bei Forethought für Apple Macintosh entwickelt. Nach Übernahme von Forethought durch Microsoft im Jahr 1987 setzten die drei Entwickler die Arbeit an PowerPoint bei dieser Firma fort. Rudkin leitete die Abteilung, die für die erste Microsoft-Windows-Version von PowerPoint verantwortlich war.